# Vincent Candela
Vincent Candela (Bédarieux, 24 oktober 1973) is een Frans voormalig voetballer. Hij speelde meestal als linksback.
Candela was op clubniveau het meest succesvol bij AS Roma, waar hij in 2001 de Italiaanse landstitel won. Verder haalde Candela zijn meeste prijzen met het Franse nationale team. Hoewel hij vaak tweede keus was achter Bixente Lizarazu, kwam hij toch tot veertig interlands voor Les Bleus. Candela maakte onder meer deel uit van de selectie die het WK 1998 en het EK 2000 won. Op het WK speelde hij één wedstrijd, op het EK was hij bankzitter. Candela speelde ook op het WK 2002. Hij nam met Frankrijk eveneens deel aan de Olympische Spelen van 1996 in Atlanta, Verenigde Staten.

## Erelijst
Guingamp
- UEFA Intertoto Cup: 1996

 AS Roma
- Serie A: 2000/01
- Supercoppa Italiana: 2001

 Frankrijk
- Wereldkampioenschap voetbal: 1998
- Europees kampioenschap voetbal: 2000

Individueel
- AS Roma Hall of Fame: 2013

Onderscheidingen
- Ridder in het Franse Legioen van Eer: 1998